# 회식
회식(會食)은 대한민국 사회에서 인기 있는 모임의 하나로, 사람들이 모여서 먹고 마시는 것을 말한다. 회식은 한국 사회에서 조직이나 기업의 하위문화로 자리 잡았다. 중국, 일본에도 회식이 있으나 우리나라와 일본의 회식이 음주 문화에서 대체로 비슷한 성향을 띤다. 한국사회에서 회식은 조직이나 기업의 하위문화로 정착되어 왔다. 한국의 기업문화에서 오랜 전통인 회식은 퇴근 후에 하는 것이 일반적이다. 그러나 한국 기업 문화의 집단주의적 성격으로 인해 이러한 사건은 사회적 문제로 주목받게 되었고, 이로 인해 경직성과 강압이라는 구조적 문제가 발생하게 되었다.

## 기원
회식의 어원은 조선시대의 '회민'이라는 말에서 유래되었다. 회민이라는 말은 조선의 왕과 관리들을 '하나되자'는 뜻으로 사용했다고 한다. 가장 유력한 설은 '회민'에서 '회식'으로 바뀐 것으로 보인다. 이렇듯 회식은 개인을 위한 공간이 아니라, 왕과 신하가 함께 살고 함께 먹어야 한다는 해석으로 해석될 수도 있다.

## 역사

### 1980년대~1990년대
한국 전통 군사문화의 영향으로 윗사람보다 낮은 사람은 술을 마셔야 한다. 폭음은 주로 맥주+주류, 소주+주류 등 '폭탄주'를 통해 장려됐다. 그러나 1990년대 들어 건전한 음주 캠페인이 시작됐고, IMF 경제위기로 인해 사교 모임을 기피하는 문화가 확산됐다.

### 2000년대~현재
폭탄주, 술잔, 성희롱 문제를 둘러싼 사회 분위기에 대응해 기업과 단체들은 회식문화 개선에 힘쓰고 있다. 단순히 술을 마시고 춤을 추는 것보다 영화 감상, 볼링 등 다양한 형태의 오락과 문화 모임이 점점 보편화되고 있다.

### 신법 제정에 따른 회식의 변화
김영란법은 청탁금지법으로, 부정청탁 및 금품수수에 관한 법률을 말한다. 이 법이 시행된 이후 각종 회식 관행과 퇴근 후 오락문화는 크게 감소한 반면, 개인 여가활동 비중은 높아졌다.

### 미투 운동의 변화와 회식
2017년 국내에는 미투 운동이 확산됐다. 그리고 미투 운동은 한국 기업 내부의 회식을 변화시키고 있다. 회식을 주도하던 선배들은 일찍 퇴사하면서 회식이 적었다. 일부 기업과 공공기관에서는 미투 운동으로 인해 부하직원이 불편해하는 행사를 줄이거나 없애려고 노력하고 있다. 즉, 부하직원들에게 강요된 회식이 줄어들고 있는 것이다.

## 기능

### 긍정적 기능
회식은 조직 구성원들이 긴장과 스트레스를 풀고, 친밀도를 높이고, 갈등을 해소하며, 팀원 간 이해를 높이고, 더욱 가까워질 수 있도록 돕는 곳이다. 구성원의 스트레스를 줄이고, 개인간, 부서간 갈등을 해소함으로써 구성원 간 화합을 도모하고 생산의 효율성을 높일 수 있다.

### 부작용

#### 과음 및 강요된 음주
회식에서는 술에서 벗어날 수 없다. 과음은 술을 잘 마시지 못하는 사람에게 당혹감을 주는 원인이 된다. 상사나 다른 직장상사가 현장에 있어 술취한 행동을 목격할 수 있기 때문이다. 거부하기 어렵기 때문에 사람들은 과음을 강요당한다. 다음날 숙취로 인해 매우 피곤함을 느끼게 되어 출근할 수 없거나 기분이 좋지 않은 하루를 보낼 수 있게 된다.

#### 회식 강제 출석
많은 회사 직원들이 출석을 강요당하지만, 출석이 소극적이고 불편한 경우가 많다. 감독자는 대화를 주도하고 부하 직원은 대화를 따라갈 수 있다.

#### 가혹행위 및 각종 범죄의 온상
회식은 순전히 감독자 마음대로이기 때문에 회식에 참석한 직원들은 감독자의 지시에 따라야 한다.그 때문에 구타, 가혹행위, 성범죄 등 다양한 종류의 범죄를 야기하기도 한다.

#### 늦은 회식과의 인간관계 상실
회식에서의 대부분의 대화는 동료 및 감독자와 함께 이루어지며 회사의 단점과 회사 험담에 중점을 둔다. 부정적인 말과 험담은 회식 외부로까지 퍼져 인간관계와 내부분위기를 붕괴시킬 수 있다.

#### 의도 상실
참석자 대부분은 음식과 음료만 먹고 속마음을 표현하기를 거부한다.

#### 법률과의 충돌
회식의 원인인 중독은 억제력과 판단력의 상실로 이어질 수 있다. 회식행사와 관련해 성희롱, 음주운전 사건이 잇따랐다.

## 회식을 하지 않는 직업군
- 운전 관련 직렬: 회식이 음주운전으로 이어지기 때문에 회식이 없다.

- 버스 기사
- 택시 기사
- 비행기 조종사
- 철도 기관사

- 재택 근무 관련 직렬: 애초에 사람을 만나지 않는 직업이라서 회식이 없다.

- 웹툰 작가
- 인터넷 방송인

## 다른 나라에서의 비슷한 전통

### 중국
중국인들은 명절이면 가족이나 친구들과 함께 식당에서 식사를 즐긴다. 이러한 식사문화는 서로의 감정을 교환하고 긍정적인 대화를 나누는 역할을 한다. 중국인들이 방문하는 대부분의 식당은 상대적으로 가격이 저렴한 인기 식당이다. 식당의 인기는 식당을 식별하는 첫 번째 조건이다. 일부 전문점은 가격이 저렴하지만 메뉴가 다양하지 않아 인기 맛집에 포함되지 않는다. 인기음식점이라 함은 냉채, 튀김, 국, 육수 등 대중에게 대중적이고 공통적인 중국 전통음식을 가리킨다. 중국거리에서 가장 흔하게 볼 수 있는 식당이기도 하다. 일부 인기 레스토랑에서는 간판에 상하이 요리와 광동 요리를 공개하여 어떤 음식 시스템을 제공하는지 보여준다. 따라서 간판에 그 지역의 요리를 명시하지 않은 지역에서는 그 지역 주민들의 입맛에 맞는 요리를 제공한다.

### 일본
일본인의 절반이 술을 마시고 있지만, 음주율은 계속해서 증가하고 있다. 특히 일본 남성들은 술을 더 자주 마시는 것으로 나타났으며, 소수의 사람들이 퇴근 후 바로 집에 가지 않고 술집에서 술을 마시는 것이 일반적이다. 처음에는 함께 건배하고, 그다음에는 원하는 음료를 마시는 것이 예의라고 볼 수 있다. 일본에서 건배는 잔을 들고 원하는 만큼만 마시는 것을 의미한다. 일본에서는 여자가 만찬에서 술을 잘 들고 있는 모습을 칭찬할 만한 것으로 간주하는 경우가 많다. 일본 사람들은 저녁에 술을 마시는 것이 흔한데, 때로는 하루 일과를 마치고 스트레스를 풀기 위한 수단으로 여겨지기도 한다. 또한, 일본인들은 일반적인 회식에서 서로 다른 맛을 느끼기 위해 같은 장소에서 술을 마시는 곳과 술을 마시지 않는 곳을 자주 바꾸는 경우가 많다.

## 음식

### 비 오는 날

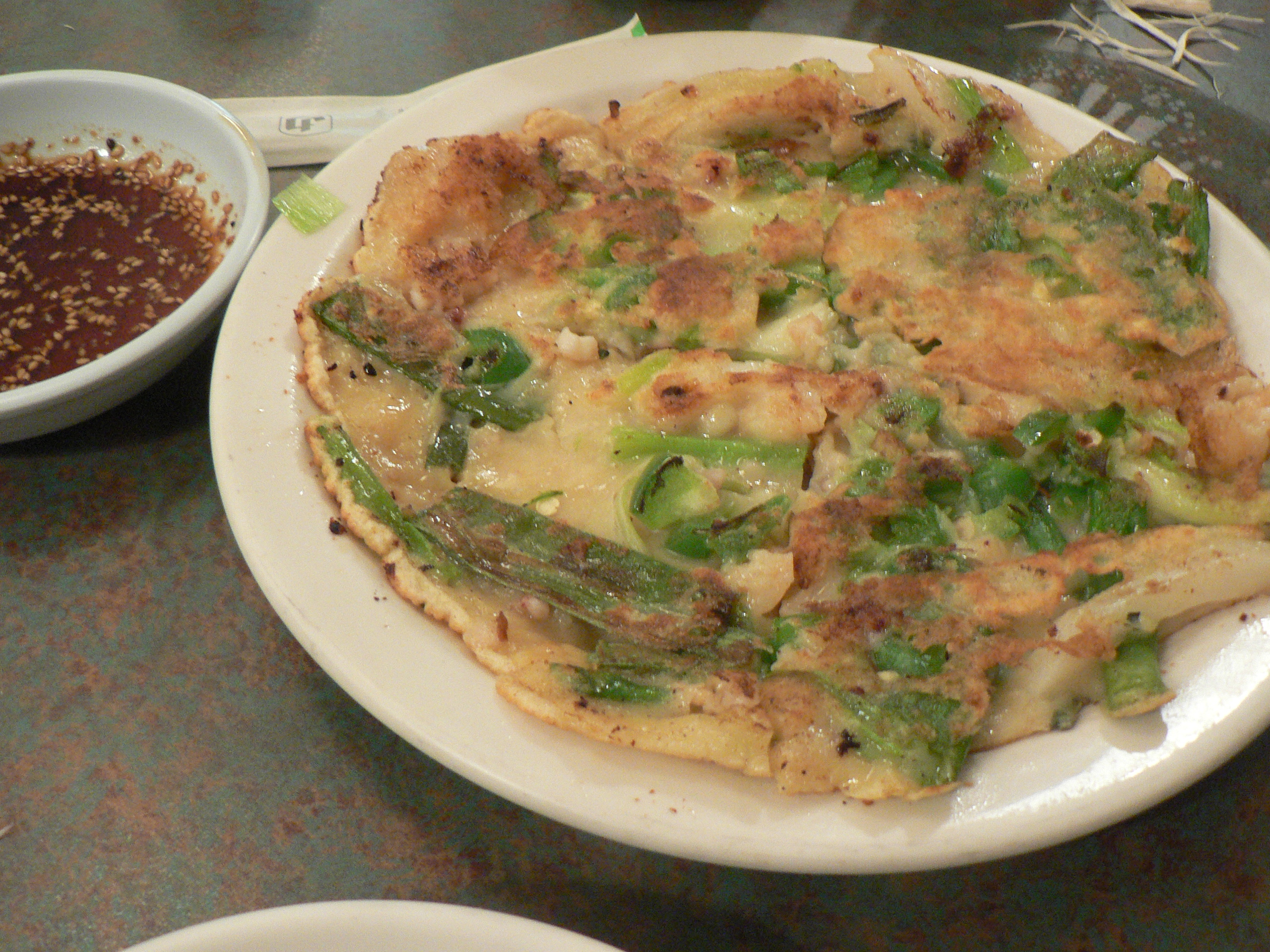
전

한국인들은 비 오는 날 막걸리와 전을 곁들여 회식을 즐긴다. 빗소리가 전을 만드는 소리와 비슷하기 때문이라는 설이 있다. 그리고 비 오는 날에는 몸의 혈당 수치가 떨어지면서 혈당 수치를 높이는 데 도움이 된다는 설이 있다. 비 오는 날에는 대형 할인점에서도 밀가루와 막걸리 매출이 급증한 것으로 나타났다. 국내 마트에서 막걸리와 밀가루의 장마철 매출을 비교해 보면 밀가루와 막걸리 매출이 각각 36.5%, 17.9% 증가한 것으로 나타났다. 이는 한국 사람들이 비오는 날 막걸리와 전을 많이 먹는다는 것을 보여준다.

### 황사가 낀 날

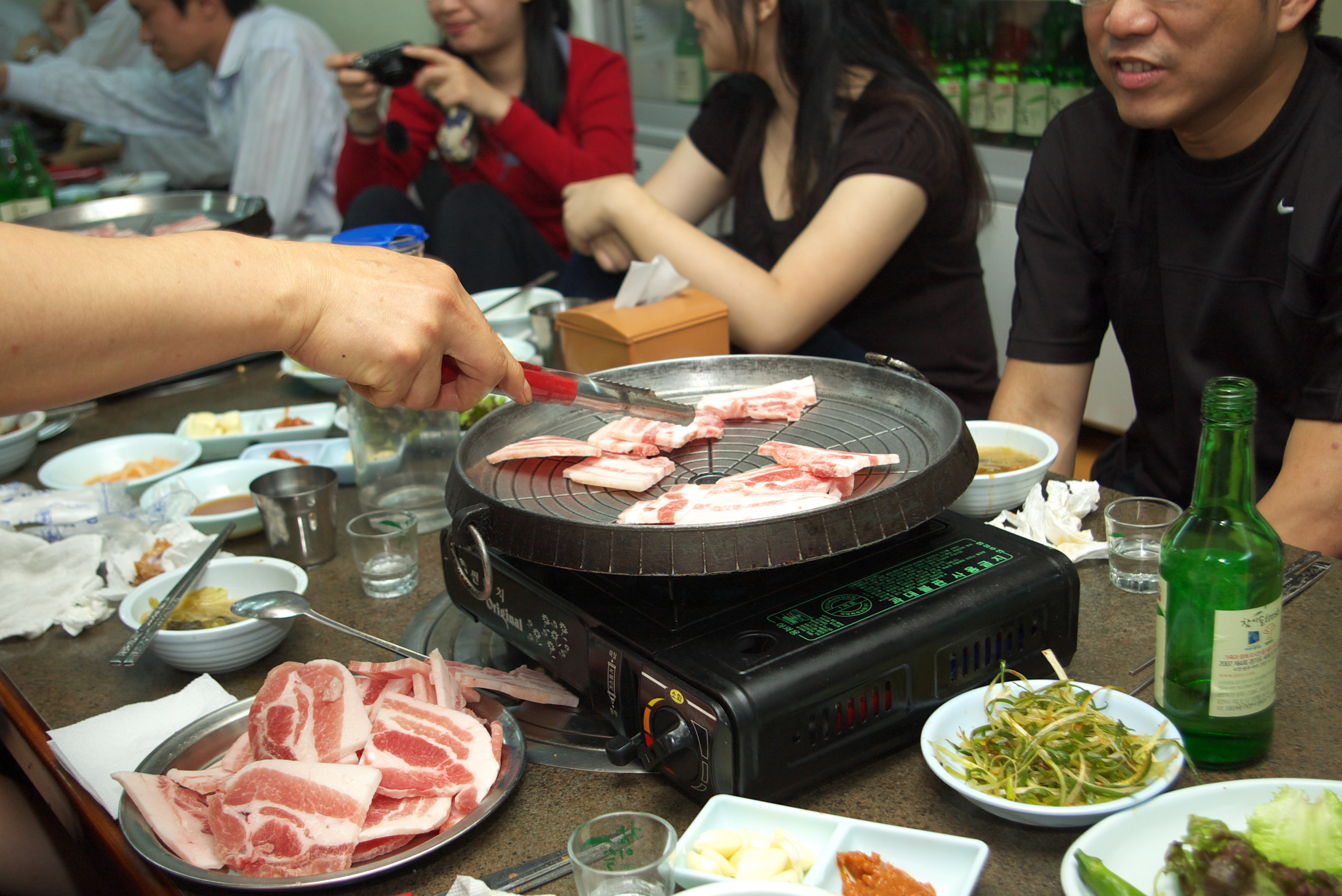
삼겹살과 소주

한국인들은 '황사' 폭풍이 몰아칠 때 삼겹살을 많이 먹는다. 퇴근 후에 즐겨 먹는 한국 광부들 사이에서 인기가 높았던 음식이다. 광부들은 많은 먼지를 작업한 후 삼겹살이 지방으로 먼지를 씻어낸다고 믿었기 때문이다. 그리고 회식을 즐기는 한국인들은 맛이 좋고 가격도 저렴하기 때문에 삼겹살과 함께 소주를 즐겨 마신다. 이런 이유로 황사가 심한 날에는 삼겹살과 소주를 곁들여 먹는 것이 인기다. 그러나 삼겹살이 황사에 좋다는 과학적 증거는 없다.

## 건강
한국에서 회식의 전제조건은 음주이다. 일반적으로 술을 마시지 않는 회식은 없다.

### 간
간암 환자는 대부분 술을 마시기 때문에 술이 간암 발병의 상당 부분을 차지한다. 한국에서는 다른 나라와 달리 거의 모든 사람이 술을 마시지만, 외국에서는 술을 마시는 사람과 마시지 않는 사람의 구분이 뚜렷한다. 미국의 간암 환자 중 알코올이 발병 원인인 경우가 30~40%를 차지했다.

### 뇌
술과 건강, 특히 뇌 건강은 밀접한 관련이 있다. 따라서 많은 건강피해가 발생하고, 국가적 손실이 발생하게 된다. 알코올로 인한 직접적인 뇌손상으로는 알츠하이머병, 버니스증후군, 알코올성 말초신경병증, 알코올성 소뇌수축, 대뇌교(좌우뇌의 일부)수축 등이 있다.

### 위
알코올은 위에서 빠르게 흡수되며 80%는 장으로 가기 전에 흡수된다. 고농도의 알코올도 위 점막을 손상시킬 수 있다. 알코올이 위장에 직행하면 위액 분비를 감소시킨다. 또한 위 점막에 간섭을 일으킬 수도 있다.

## 같이 보기
- 한국의 술 문화